# Caroline Records
Caroline Records – nieistniejąca dziś, brytyjska wytwórnia płytowa, założona w 1973 roku przez Richarda Bransona jako filia jego wytwórni, Virgin Records. W 1976 roku zaprzestała działalności w Wielkiej Brytanii wznawiając ją w 1983 roku w Stanach Zjednoczonych, gdzie działała do 2011 roku. W 2013 uruchomiona ponownie jako marka przez Universal Music za pośrednictwem Capitol Music Group.

## Historia
Caroline Records została założona w 1973 roku jako filia należącej do Richarda Bransona wytwórni Virgin Records. Początkowo specjalizowała się w wydawaniu niedrogich płyt winylowych, głównie progresywnego rocka i jazzu. Jej logo, będące odmianą Virgin Twin, zaprojektował Roger Dean. Wytwórnia działała do 1976 roku. W 1983 roku została uruchomiona ponownie w Stanach Zjednoczonych jako dystrybutor amerykański i w takim charakterze była (od 1986 roku) prowadzona przez Virgin/EMI do 2011 roku.
W sierpniu 2013 roku Jim Chancellor i Michael Roe założyli w Londynie Caroline International, której działalność miała obejmować wydawanie i promocję płyt poza Ameryką Północną. Caroline International była siostrzaną spółką Caroline Distribution, firmy dystrybucyjnej i usługowej należącej do Capitol Music Group z siedzibą w Los Angeles, która również należy Universal Music Group. Caroline International współpracowała z niezależnymi artystami, w tym Bugzy Malone, Chrissie Hynde, Travis i Trippie Redd.
W 2021 roku Universal Music zmienił nazwę Caroline Distribution na Virgin Music Label and Artist Services. Celem tego posunięcia było – według oświadczenia Universal – ożywienie i przekształcenie marki Virgin Music w „potężną, nową, globalną sieć”.

## Artyści
Lista wykonawców, których nagrania były lub są wydawane przez Caroline Records:
- 69 Eyes
- Action Swingers
- Adiemus
- Anderson Bruford Wakeman Howe
- Sebastian Bach
- Bad Brains
- Edward Baluyut
- James Baluyut
- Richard Baluyut
- Bat for Lashes
- The Beat
- Ben Folds Five
- Beowülf
- Bracket
- Burning Brides
- Jimmy Chamberlin
- Billy Corgan
- Cluster
- Comsat Angels
- Corrosion of Conformity
- Dan Clements
- Deadly Venoms
- Paul Collins
- Egg
- Jill Emery
- Engine 88
- Eric Erlandson
- Excel
- Fishwife
- Fred Frith
- Gravediggaz
- David Gray
- Steve Hackett
- Scott Hackwith
- Heatmiser
- Hole
- Linda Hopper
- Steve Howe
- Idaho
- Information Society
- Intruder
- Chris Ivanovich
- Jakobínarína
- k-os
- King Adora
- King Crimson
- Kinghorse
- Lady June
- Live Skull
- London Voices
- Mark Linkous
- Courtney Love
- Magnapop
- Marillion
- The Meatmen
- Michael Nyman Band
- Michael Nyman Orchestra
- Misfits
- Dieter Moebius
- Brian Molko
- Monster Magnet
- Ruthie Morris
- My Sister’s Machine
- Naked Raygun
- Stefan Olsdal
- P
- Placebo
- Nick Pollock
- Pork Dukes
- Primus
- Pussy Galore
- Patrick Ramos
- Pete Rock
- Hans-Joachim Roedelius
- Shaun Ross
- Royal Bliss
- Greg Saenz
- S*M*A*S*H
- Samhain
- Elliott Smith
- Adam Siegel
- Snake Nation
- Southern Culture on the Skids
- St. Johnny
- Strife
- Suicidal Tendencies
- Swans
- Smashing Pumpkins
- Todd Terry
- Uncle Slam
- Unrest
- Versus
- Warzone
- Wax
- Whale
- White Zombie
- Bill Whitten
- Owen Wright
- Dave Wyndorf
- Yelle